# Restauración manchú

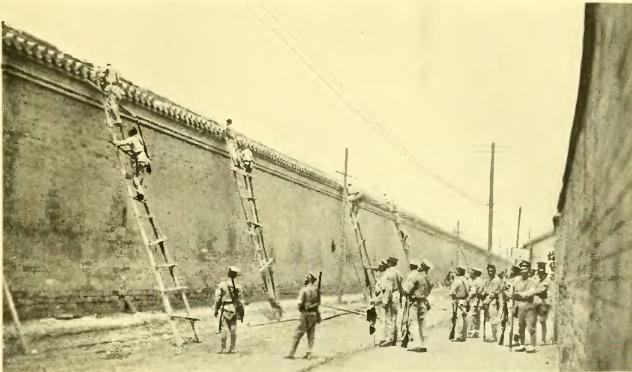
Tropas republicanas sofocan el intento de restauración en Pekín,.

La restauración manchú consistió en la brevísima proclamación de la monarquía en China en julio de 1917 por el general monárquico Zhang Xun en la persona del que había sido último emperador de la dinastía Qing, Pu Yi. El intento fracasó a los pocos días, aplastado por las tropas republicanas.

## Antecedentes
El enfrentamiento entre el presidente Li Yuanhong y los caudillos militares y sus partidarios civiles a propósito de la conveniencia de declarar la guerra a Alemania tras la ruptura de relaciones diplomáticas en marzo de 1917 produjo el caos en la capital.
Los gobernadores militares habían abandonado Pekín tras la destitución de Duan Qirui como primer ministro y se habían concentrado en Tianjin, llamando a las tropas de las provincias a rebelarse contra Li y a tomar la capital a pesar de la oposición de la Marina y de las provincias del sur. Ante la posibilidad de tener que enfrentarse a los gobernadores militares, Li había solicitado la mediación del general Zhang Xun el 7 de junio de 1917 que, sin embargo, exigió la disolución del Parlamento como aquellos, lo que Li consideraba inconstitucional.

## Desarrollo
En la madrugada del 1 de julio de 1917, el general monárquico Zhang Xun aprovechó el caos en Pekín para entrar en la capital y proclamar a las 4 de la mañana, ante un escaso cortejo, la restauración del que había sido último emperador chino hasta el 12 de febrero de 1912, Pu Yi. La policía capitalina se sometió al nuevo Gobierno. La misma tarde, se publicó un edicto de restauración en el que se falsificó la aprobación del presidente de la república, Li Yuanhong.
Durante las siguientes cuarenta y ocho horas, se promulgaron más edictos tratando de apuntalar la restauración, ante el estupor general. El 3 de julio, se conoció la huida de presidente del palacio presidencial con dos de sus edecanes y su refugio en el barrio de las embajadas extranjeras, primero en la francesa y, más tarde, en la japonesa.

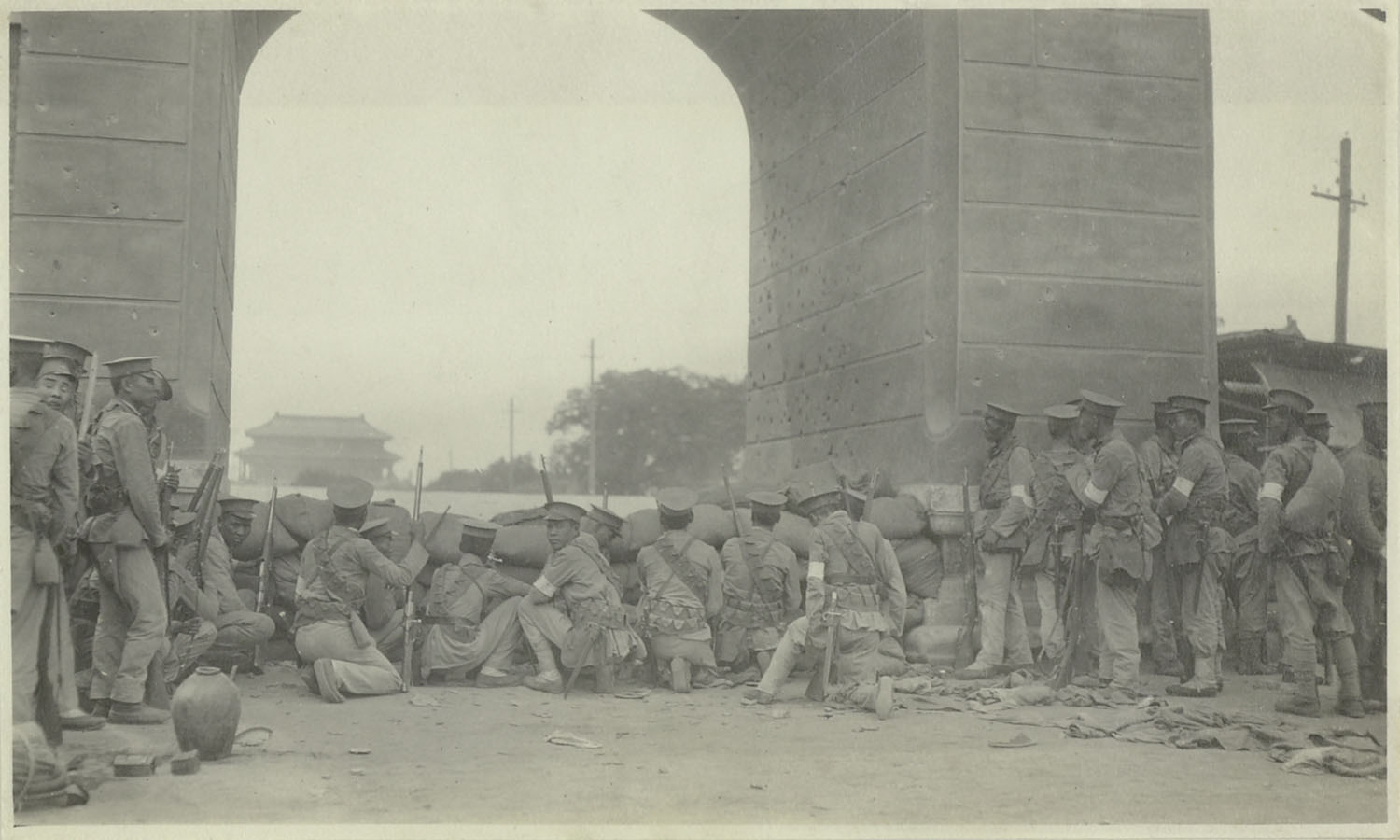
Tropas republicanas en la puerta oriental de la Ciudad Prohibida durante el asalto al palacio,.

Antes de refugiarse en la embajada japonesa, donde no se le permitió acción política alguna, había tomado ciertas disposiciones, como la salida del sello presidencial de la capital, el nombramiento del vicepresidente Feng Guozhang como presidente en funciones o la restitución de Duan Qirui como primer ministro. Encarecía además a estos a defender el orden republicano.

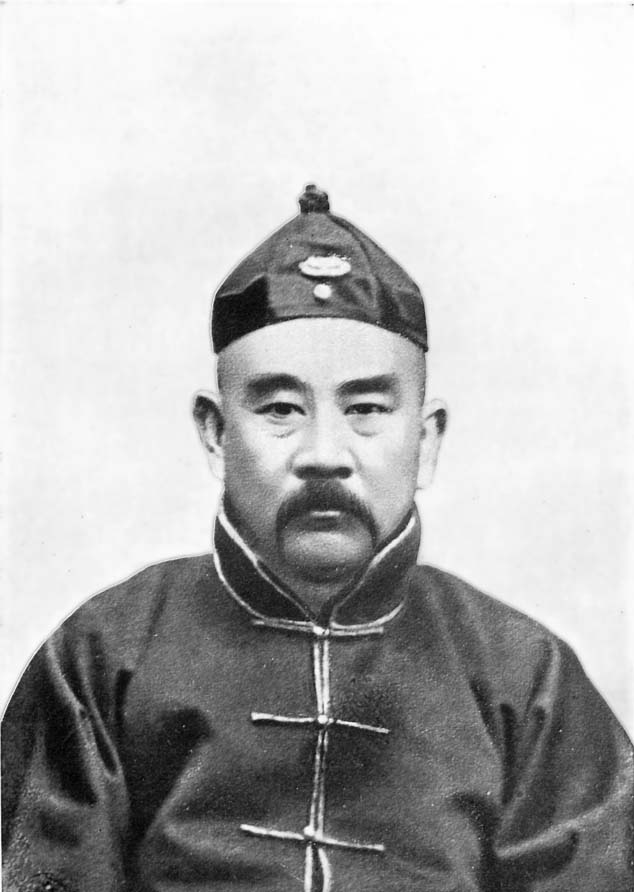
El general monárquico Zhang Xun, que llevó a cabo la restauración fallida aprovechando el enfrentamiento entre el presidente de la república, Li Yuanhong y los caudillos militares Feng Guozhang y Duan Qirui.

Inmediatamente Duan tomó el mando de las tropas acantonadas en las cercanías de Tianjin. El 5 de julio, sus tropas cortaron el ferrocarril Pekín-Tianjin a cuarenta kilómetros de la capital. Zhang salió de la capital para enfrentarse a los republicanos, reforzado por cierto número de tropas manchúes, el mismo día. Con la práctica totalidad del Ejército del Norte oponiéndosele y habiendo los republicanos tomado el control de las dos principales líneas de ferrocarril hacia la capital, hubo de retirarse esa misma tarde.
El día 9, consciente del fracaso de su intentona, Zhang había renunciado a sus cargos, manteniendo solamente el mando de sus tropas, rodeadas en la capital. La corte imperial preparó un edicto de renuncia al trono, que no se atrevió a proclamar, intimidada por las tropas monárquicas. Comenzó la negociación para tratar de evitar el asalto de la ciudad, con las embajadas extranjeras mediando entre las partes. La falta de acuerdo y la incertidumbre de Zhang sobre su futuro una vez en manos de los republicanos impidieron el acuerdo y el 11 se anunció un asalto general a las posiciones de los monárquicos para la mañana del 12.
El ataque comenzó efectivamente al día siguiente, atrincherándose los monárquicos en la muralla del Templo del Cielo. Pronto, sin embargo, comenzaron las negociaciones entre los dos bandos y los monárquicos entregaron sus posiciones. Zhang, a pesar de sus declaraciones anteriores, huyó al barrio de las legaciones. A las dos cesó la resistencia de sus tropas y se declaró un alto el fuego.

## Consecuencias
Tras once días había fracasado el intento de restauración monárquica, y la familia imperial y la corte quedaron en una precaria situación frente al Gobierno republicano.
El presidente Li se negó a retornar a su puesto, que quedó en manos de Feng. La pérdida del poder de Li permitió a Duan tomar las riendas de la política china y, un mes después de la captura de la capital, el 14 de agosto de 1917, declarar la guerra a Alemania, como deseaba, ya sin la oposición de Li. Con la retirada de Li se afianzó definitivamente el poder de las camarillas militares en el norte de China, el Gobierno central quedó en manos de las rivales camarillas de Zhili —encabezada por Feng— y de Anhui, dominada por Duan. El gobierno de muchas de las provincias, sin embargo, escapaba al Gobierno central, enfrentado al Gobierno rebelde de Cantón presidido por Sun Yatsen.